# Liste des maires de Vauvert
Cet article dresse une liste par ordre de mandat des maires de Vauvert.

## Liste
De 1795 à 1800, la fonction de maire disparaît au profit de celle de président de l'administration municipale du canton.
PHILIPPE D’AUTHEVILLE. 2ème fils de Pierre d’Autheville et Louise de Baudan, seigneur de Vauvert est en fait le premier maire de Vauvert, après la création en Août 1692 par Louis XIV des mairies perpétuelles dans les communes de France.

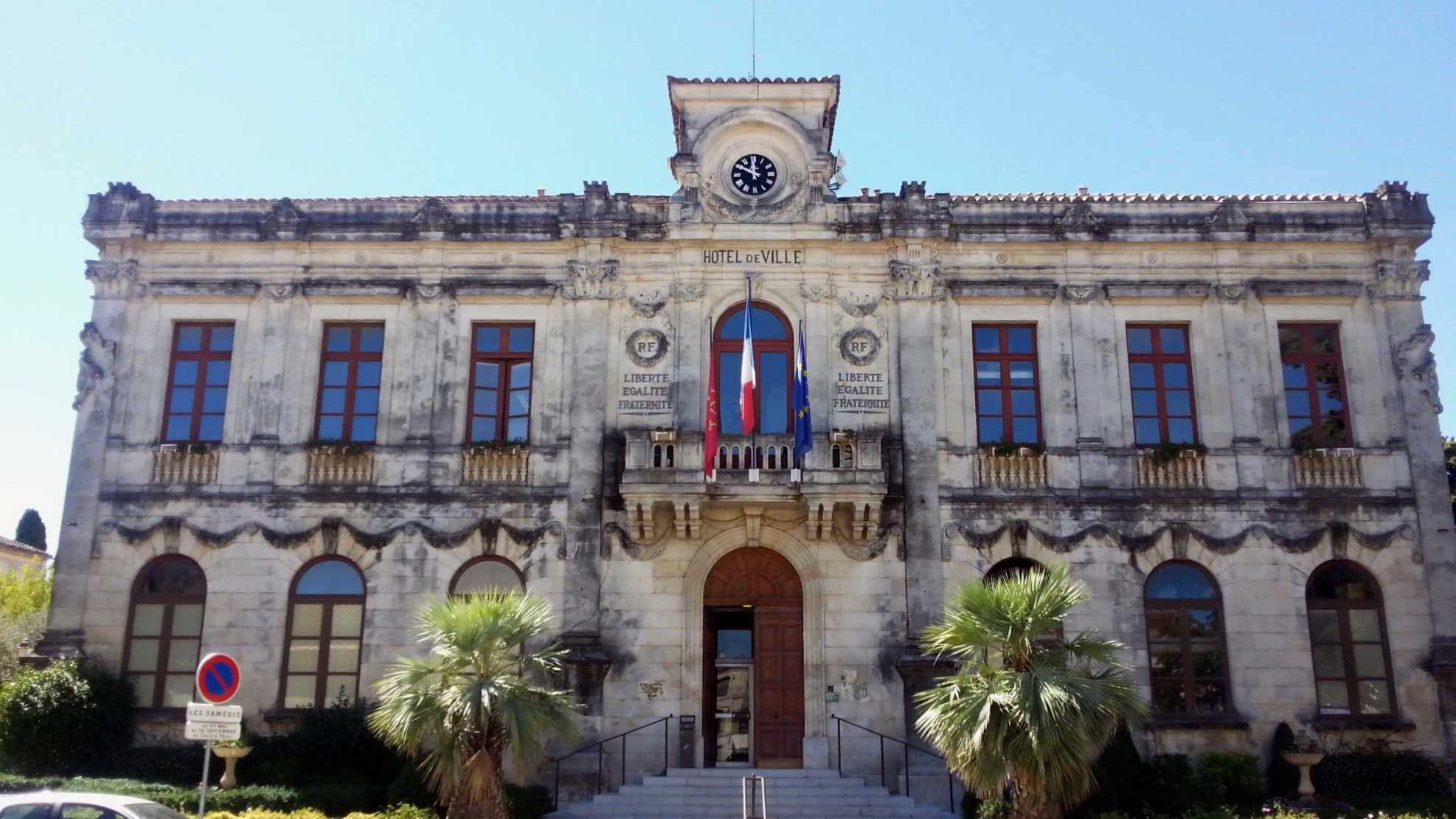
L'hôtel de ville de Vauvert.

| Identité                                               | Période       | Période       | Durée         | Fonction                                    |
| Identité                                               | Début         | Fin           | Durée         | Fonction                                    |
| ------------------------------------------------------ | ------------- | ------------- | ------------- | ------------------------------------------- |
| François Boissier (d) (1750 - 24 octobre 1814)         | 1789          | 1790          | 1 an          |                                             |
| Jean Maurin (d) (1739 - 1798)                          | 1790          | novembre 1791 | 1 an          |                                             |
| Jean-Pierre Leblanc (d)                                | novembre 1791 | novembre 1792 | 1 an          |                                             |
| Jean Jozan (d) (1750 - 8 novembre 1804)                | novembre 1792 | février 1793  | 3 mois        |                                             |
| Jean Maurin (d) (1739 - 1798)                          | 1793          | juin 1793     | moins d’un an |                                             |
| Antoine Roux (d)                                       | juin 1793     | 1793          | moins d’un an |                                             |
| Jean-Marc Gourdon (d) (1754 - 20 juillet 1829)         | 1794          | 1795          | 1 an          |                                             |
| Jean-Baptiste Boissier (d)                             | 1800          | 1803          | 3 ans         |                                             |
| Jean-Antoine Maurin (d) (10 mars 1776 - 17 avril 1850) | 1803          | 1814          | 11 ans        |                                             |
| Jean-Marc Gourdon (d) (1754 - 20 juillet 1829)         | 1814          | 1815          | 1 an          |                                             |
| Joseph Escande (d) (1766 - 25 avril 1844)              | 1815          | 1818          | 3 ans         |                                             |
| Joseph Estanove (d) (mort le 21 août 1821)             | 1818          | 1821          | 3 ans         |                                             |
| Jean-Marc Gourdon (d) (1754 - 20 juillet 1829)         | 1821          | 1825          | 4 ans         |                                             |
| Joseph Escande (d) (1766 - 25 avril 1844)              | 1826          | 1829          | 3 ans         |                                             |
| Jacques Pairaube (d) (1765 - 1857)                     | 1829          | 1832          | 3 ans         |                                             |
| Pierre Bénézet (d) (1786 - 1868)                       | 1832          | 1843          | 11 ans        |                                             |
| César Tempié (d) (1801 - 1er septembre 1883)           | 1843          | 1851          | 8 ans         |                                             |
| Pierre Bénézet (d) (1786 - 1868)                       | 1852          | 1853          | 1 an          |                                             |
| Melchissedec (d)                                       | 1853          | 1853          | moins d’un an |                                             |
| Jean Gourdon (d)                                       | 1853          | 1870          | 17 ans        |                                             |
| Émile Guigou (d) (12 août 1830 - 15 janvier 1906)      | 1870          | 1871          | 1 an          |                                             |
| Philippe Villard (d)                                   | 1871          | 1871          | moins d’un an |                                             |
| Jean Duret (d) (1830 - 9 mars 1903)                    | 1871          | 1886          | 15 ans        |                                             |
| Jean-Pierre Chabert (d) (1842 - 18 septembre 1908)     | 1886          | 1888          | 2 ans         |                                             |
| Ulysse Bouzanquet (d) (1847 - 1892)                    | 1888          | 1892          | 4 ans         |                                             |
| Jean-Pierre Chabert (d) (1842 - 18 septembre 1908)     | 1892          | 1906          | 14 ans        |                                             |
| Moïse Bourrelly (d)                                    | 1906          | 1908          | 2 ans         |                                             |
| Soulier-Gourgas (d)                                    | 1908          | 1910          | 2 ans         |                                             |
| Paul Allier (d) (15 janvier 1868 - 27 janvier 1937)    | 1910          | 1925          | 15 ans        |                                             |
| Élie Gourdon (d)                                       | 1925          | 1929          | 4 ans         |                                             |
| Paul Allier (d) (15 janvier 1868 - 27 janvier 1937)    | 1929          | 1937          | 8 ans         |                                             |
| Antoine Bonnaud (d)                                    | 1937          | 1943          | 6 ans         |                                             |
| Jean Sabadel (d) (11 juin 1903 - 30 septembre 1944)    | 1943          | 1944          | 1 an          |                                             |
| Émile Guigou (28 décembre 1910 - 6 mai 2000)           | 1944          | 1945          | 1 an          | Président du comité local de libération (d) |
| Robert Gourdon (22 février 1914 - 7 juillet 1979)      | 1945          | 1979          | 34 ans        |                                             |
| Albert Richard (d) (18 juin 1918 - 26 février 2014)    | 1979          | 1983          | 4 ans         |                                             |
| Pierre André (né le 29 juin 1947)                      | 1983          | 1989          | 6 ans         |                                             |
| Guy Roca (d)                                           | 1989          | 2002          | 13 ans        |                                             |
| Gérard Gayaud (d) (né le 11 avril 1952)                | 2002          | 2014          | 12 ans        |                                             |
| Jean Denat (d) (né le 13 janvier 1955)                 | mars 2014     | octobre 2014  | 7 mois        |                                             |
| Katy Guyot (d) (née le 14 novembre 1961)               | octobre 2014  | 2015          | 1 an          |                                             |
| Jean Denat (d) (né le 13 janvier 1955)                 | 2015          | En cours      | 10 ans        |                                             |